# عرف حرقفي
قمة العظم الحرقفي هي الحافة العلوية لجناح العظم الحرقفي والحافة العلوية الجانبية للحوض الأكبر.

## بناء
يمتد الحافة الحرقفية خلفيًا من الشوكة الحرقفية العلوية الأمامية (ASIS) إلى الشوكة الحرقفية العلوية الخلفية (PSIS). خلف ASIS، ينقسم إلى شفة خارجية وداخلية مفصولة بالمنطقة المتوسطة. تبرز الشفة الخارجية جانبيًا في الدرنة الحرقفية. يمكن لمسها بطولها بالكامل، وتكون القمة محدبة من الأعلى ولكنها منحنية بشكل متعرج، حيث تكون مقعرة إلى الداخل من الأمام ومقعرة إلى الخارج من الخلف.
إنه أرق في المركز منه في الأطراف.

### تطوير
يشتق الجزء العلوي من الحرقفة من العظم الغضروفي.

## وظيفة
إلى الشفة الخارجية يتم ربط اللفافة العريضة، والمائلة الخارجية للبطن، والعضلة الظهرية العريضة، وعلى طولها بالكامل اللفافة العريضة ؛ إلى الخط المتوسط، عضلة مائلة داخلية.
إلى الشفة الداخلية، اللفافة الحرقفية، المستعرضة البطنية، المربع القطني، العجزي النخاعي، والحرقفي.
- العضلة المائلة الخارجية للبطن
- العضلة المائلة الداخلية في البطن
- العضلة المستعرضة للبطن
- العضلة المربعة القطنية
- العضلة المنتصبة للعمود الفقري
  - العضلة الحرقفية القطنية
  - الطولي للجزء الصدري
- العضلة الظهرية العريضة
- اللفافة الموسعة للعضلة الفخذية العريضة
- العضلة الحرقفية
- اللفافة العريضة
- اللفافة الحرقفية
- اللفافة المستعرضة

## الأهمية السريرية

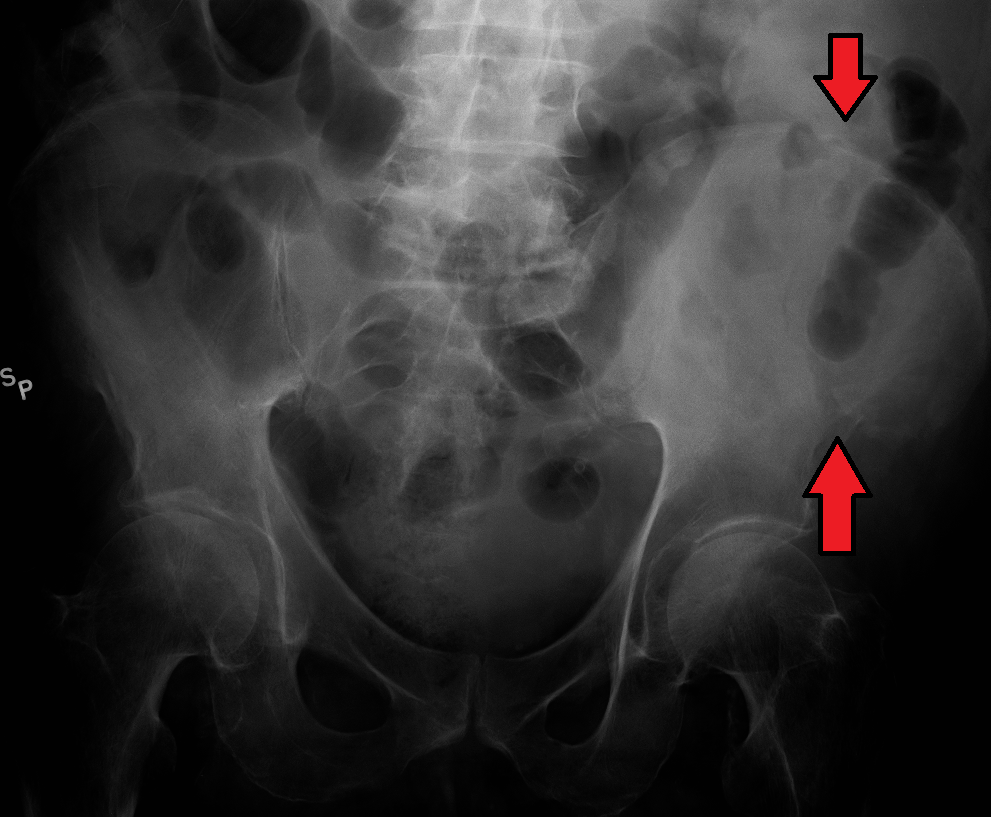
كسر في الجناح الحرقفي الأيسر

يحتوي الجزء العلوي من الحرقفة على كمية كبيرة من نخاع العظم الأحمر، وبالتالي فهو موقع حصاد نخاع العظم (من كلا الجانبين) لجمع الخلايا الجذعية المستخدمة في زراعة نخاع العظم. ويعتبر أيضًا الحافة الحرقفية أفضل موقع للتبرع لتطعيم العظام عندما تكون هناك حاجة إلى كمية كبيرة من العظام. على سبيل المثال، غالبًا ما يستخدم جراحو الفم والوجه والفكين عظم الحرقفة لملء العيوب العظمية الكبيرة في تجويف الفم الناجمة عن أمراض اللثة الشديدة، أو امتصاص العظام الزائد بعد فقدان الأسنان، أو الصدمات، أو العيوب الخلقية بما في ذلك الشقوق السنخية.
كما يحدد الجزء العلوي من الحافة الحرقفية أيضًا مستوى الجسم الفقري القطني الرابع (L4)، والذي قد يتم إجراء البزل القطني فوقه أو تحته. علاوة على ذلك، غالبًا ما يُشار إلى هذا المستوى باسم "الخط بين البلورات".

## صور إضافية

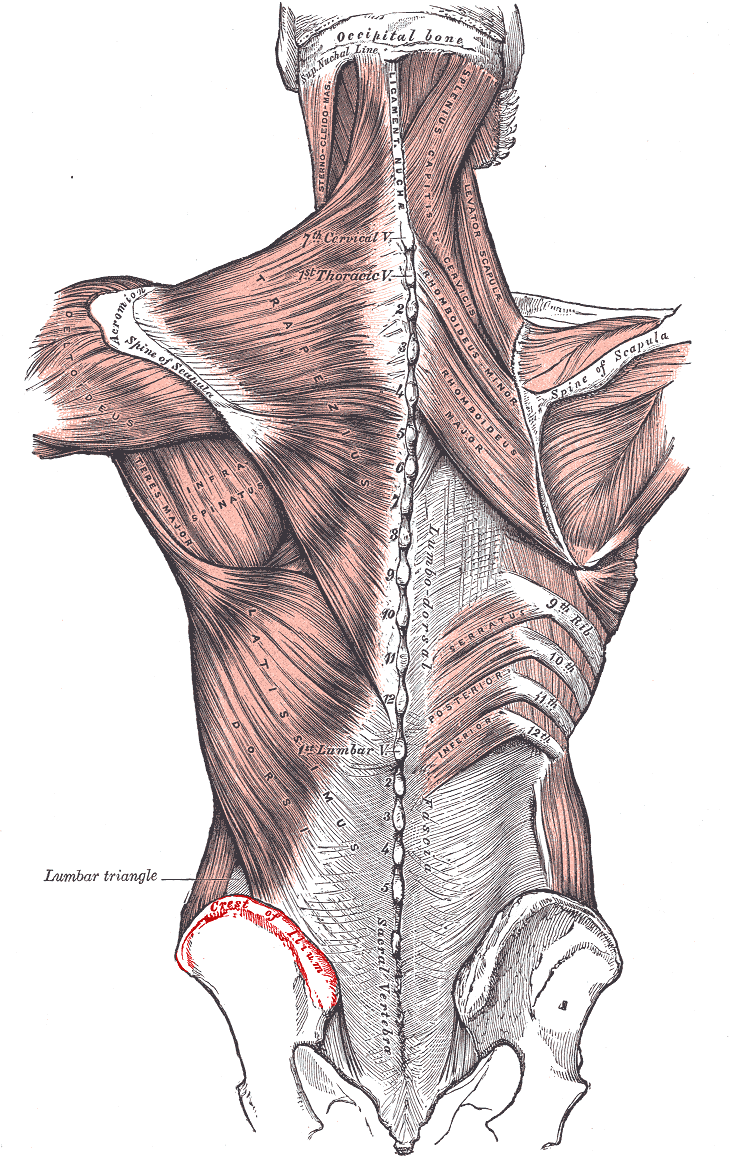
العضلات التي تربط الطرف العلوي بالعمود الفقري. تم تمييز الحافة الحرقفية اليسرى باللون الأحمر.
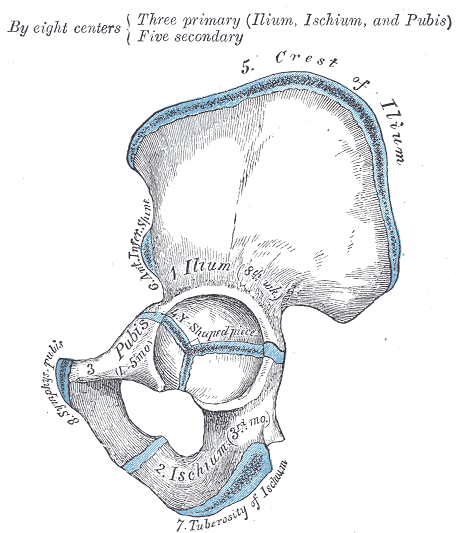
خطة تكوين عظم الورك
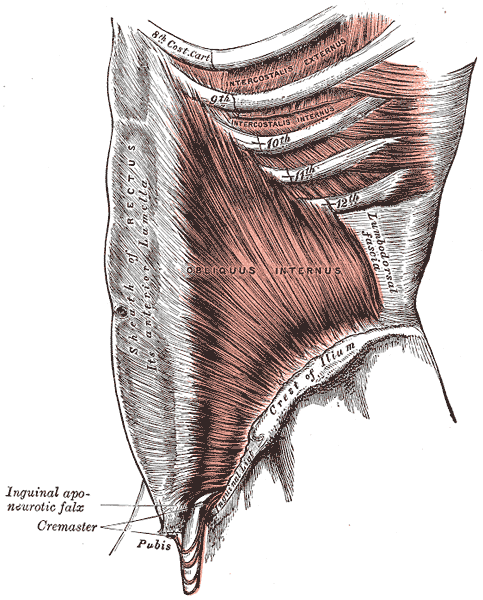
المائل الباطن البطني
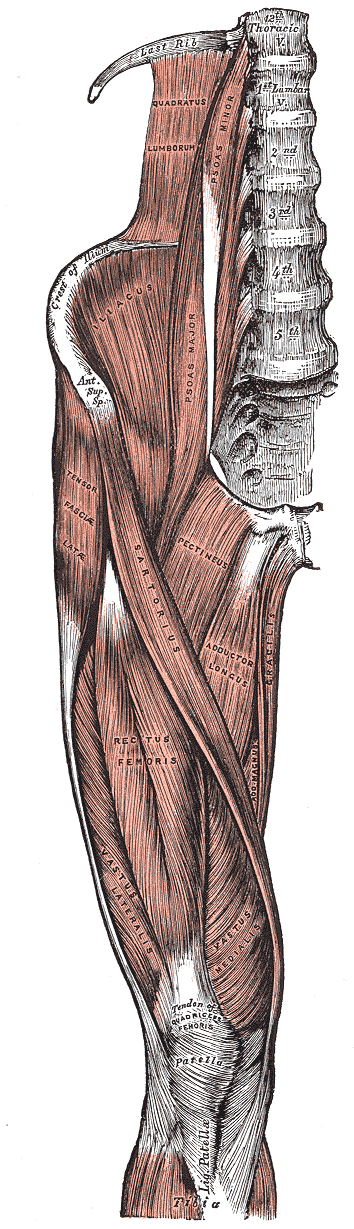
عضلات المنطقة الحرقفية والفخذية الأمامية
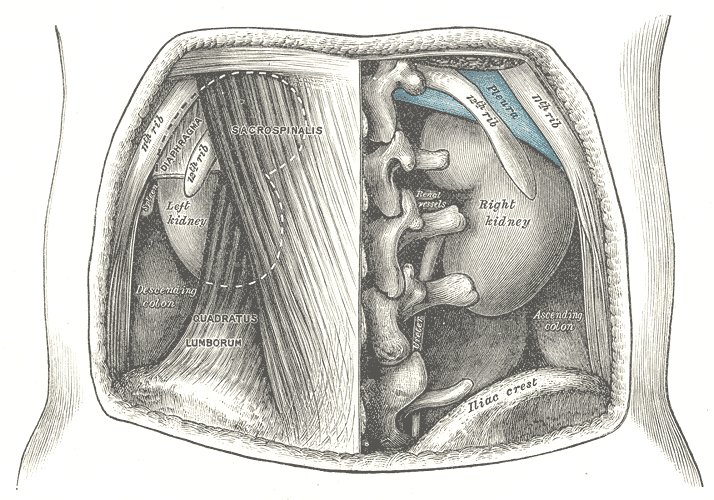
علاقات الكلى من الخلف
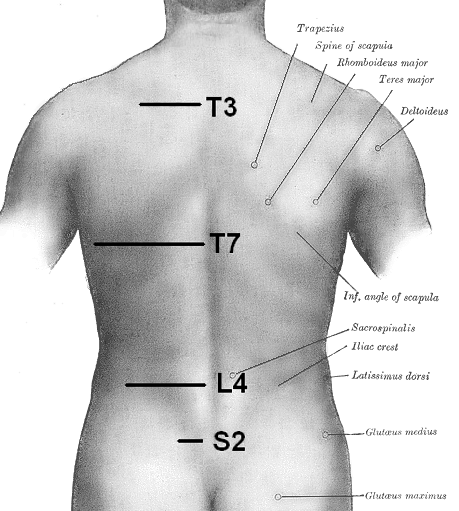
قمة الحرقفة موضحة في وسط اليمين
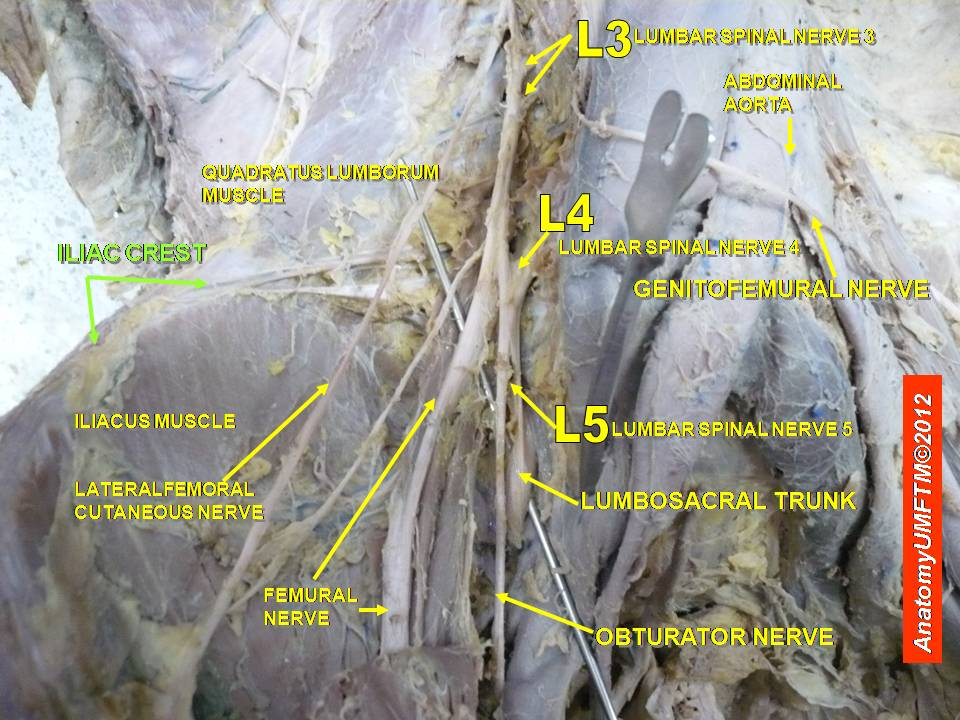
قمة الحرقفة

## روابط خارجية
- أطلس تشريح جامعة ميشيغان back_bone30